# Cẩm Vân (ca sĩ)
Cẩm Vân tên thật là Hoàng Cẩm Vân, sinh ngày 31 tháng 5 năm 1959 tại Quận 1, Sài Gòn, là một nữ ca sĩ có chất giọng khỏe với sở trường là những ca khúc trữ tình, truyền thống và những sáng tác của nhạc sĩ Trịnh Công Sơn. Cẩm Vân được xem là cánh chim đầu đàn của thế hệ ca sĩ trẻ sau năm 1975. Chị kết hôn cùng Khắc Triệu, một tay trống và cũng là một ca sĩ. Hiện nay chị vẫn đang sống tại Thành phố Hồ Chí Minh cùng gia đình và vẫn tiếp tục hoạt động nghệ thuật. Nhắc đến tên tuổi Cẩm Vân, người nghe nhạc sẽ nhớ ngay đến những ca khúc gắn liền với chị như "Bài ca không quên", "Hà Nội mùa vắng cơn mưa", "Sóng về đâu",...

## Tiểu sử
Cẩm Vân xuất thân trong gia đình không có thành viên nào đi theo con đường nghệ thuật duy chỉ có mẹ chị đã từng là Trưởng ban văn nghệ của Trường nữ sinh Gia Long (tức trường THPT Nguyễn Thị Minh Khai). Và có lẽ niềm đam mê và giọng hát của người mẹ đã có ảnh hưởng đến cô bé Cẩm Vân nên ngay khi còn hoạt động văn nghệ trong phong trào học sinh - sinh viên, chị đã lọt vào mắt xanh của nhạc sĩ Nguyễn Văn Tý. Với câu nói "Cẩm Vân là một viên ngọc, viên kim cương chưa được mài dũa, đánh bóng. Tôi tin rằng cháu sẽ nổi tiếng", nhạc sĩ Nguyễn Văn Tý đã thuyết phục được gia đình cho phép cô bé Cẩm Vân tham gia vào một tiết mục mừng xuân trên sóng truyền hình lúc bấy giờ.
Không chỉ được biết đến như một ca sĩ có chất giọng trầm ấm, khỏe khoắn cùng phong cách thể hiện sâu lắng và trữ tình, ca sĩ Cẩm Vân còn được xem như biểu tượng thời trang của một thời với mái tóc và bộ áo dài được công chúng gọi ghép chung vào tên của chị. Thời gian gần đây, tuy không còn xuất hiện trước công chúng với chiếc áo dài quen thuộc nữa, nhưng vẫn với mái tóc cũ, ca sĩ Cẩm Vân vẫn tiếp tục giữ được niềm yêu mến của khán giả mặc cho tuổi nghề của ca sĩ ngày càng trở nên thấp hơn và ngắn hơn.
Chị tâm sự: "Niềm hạnh phúc lớn lao nhất của Cẩm Vân bây giờ là vẫn giữ được niềm yêu thương của khán giả. Đối với họ, nhan sắc và tuổi tác của Cẩm Vân không phải là điều quan trọng nữa. Chính nhờ những tình cảm đó mà mỗi khi bước ra sân khấu biểu diễn, Cẩm Vân đều cảm thấy rất tự tin và hăng say mang đến khán giả những gì tốt nhất mình có thể làm được. Vì vậy mà Cẩm Vân luôn muốn nói lời tri ân đến với tất cả những khán giả đã ủng hộ Cẩm Vân trong suốt bao nhiêu năm qua."

## Người bạn đời
Cẩm Vân có lẽ đã phải lòng Khắc Triệu vì tài đánh trống của anh. Ngay ở thời điểm này, mỗi khi lưu diễn nước ngoài, thậm chí đôi lúc những tiết mục biểu diễn solo trống của Khắc Triệu còn được cổ vũ nhiều hơn Cẩm Vân. Riêng đối với Cẩm Vân, mỗi khi hát và được chính người bạn đời của mình hỗ trợ, chị cảm nhận được một nguồn trợ lực rất lớn. Không chỉ vì là "người nhà" của nhau mà ở anh Khắc Triệu có một sự đồng cảm với chị. Khi chị biểu diễn trên sân khấu, có những đoạn cao trào anh Triệu đều cảm nhận rất tinh tế và luôn hỗ trợ đúng lúc, góp phần không nhỏ vào sự thành công của ca khúc.
Chị chia sẻ: "Tôi hạnh phúc vì sau lưng tôi, anh đúng là một nửa của tôi. Tôi có đầy niềm tin và sức mạnh mỗi khi đứng trước khán giả. Tôi luôn có cảm giác yên tâm để có thể trình diễn tốt nhất tiết mục của mình. Trong thời điểm này, tôi còn trụ được trên sân khấu, còn giữ được niềm yêu thương của khán giả, tôi biết rằng anh đã góp phần không nhỏ trong sự nghiệp của tôi".

## Những mốc thời gian quan trọng
Những quốc gia Cẩm Vân đã từng lưu diễn: Campuchia, Lào, Triều Tiên, Nga, Tiệp Khắc, Bulgari, Thụy Sĩ, Thụy Điển, Pháp, Đức, Úc và Hoa Kỳ.
- 1980, lần đầu tiên Cẩm Vân xuất hiện trên sân khấu đài truyền hình với ca khúc Lên ngàn của nhạc sĩ Hoàng Việt. Sự thành công của lần xuất hiện này được đánh dấu bằng những lời mời lưu diễn ở nước ngoài của Thành Đoàn Thành phố ngay sau đó. Cẩm Vân đã trở thành ca sĩ đầu tiên của Thành phố Hồ Chí Minh được biểu diễn tại Đức, Bulgari, Liên Xô, các nước Đông Âu,...
- 1982, lần đầu tiên chị hát ca khúc gắn liền với tên tuổi của mình là Bài ca không quên của nhạc sĩ Phạm Minh Tuấn. Mặc dù cảm xúc chính của ca khúc là của nhân vật nam chính trong phim nhưng đạo diễn Nguyễn Văn Thông lại chọn tiếng hát của Cẩm Vân mặc dù đã có nhiều nam ca sĩ đương thời thử giọng. Tiếp nối sau sự thành công này là loạt những ca khúc gây tiếng vang khác như Đêm thành phố đầy sao, Triệu đóa hồng, Mùa xuân, Khát vọng,...
- 1980 - 1985 Cẩm Vân về làm việc ở Công ty Du lịch. Tại đây chị đã tham gia vào đội văn nghệ chuyên biểu diễn phục vụ những đoàn khách du lịch nước ngoài. Và cũng trong thời gian này, Cẩm Vân có cơ hội để tiếp xúc và học về nhạc lý, ký xướng âm với nhạc sĩ Lê Đô và Hoàng Trọng.
- 1985 Cẩm Vân chính thức trở thành ca sĩ chuyên nghiệp khi về Đoàn ca nhạc nhẹ Tháng Tám. Tại đây Cẩm Vân được trau dồi nghề nghiệp, rèn luyện chuyên môn từ luyện thanh đến kỹ năng biểu diễn. Nhưng chính chị cũng đã tâm sự: "Tuy được dạy nhiều về chuyên môn nhưng Cẩm Vân chỉ học những kỹ thuật lấy hơi, ký xướng âm chứ không học hát. Vì ngay từ những bước đầu tiên Cẩm Vân không muốn rằng mình được đào tạo ra giống một ai đó để người nghe có thể lầm mình với một giọng hát khác".
- 1986 Âm nhạc đã kết nối tình cảm cho Khắc Triệu và Cẩm Vân trong chuyến lưu diễn tại Liên Xô.
- 1991 Cẩm Vân rời khỏi Đoàn ca nhạc nhẹ Tháng Tám trở thành ca sĩ hoạt động độc lập, bắt đầu phát hành album của riêng mình. Cũng trong năm này, chị đã lập gia đình cùng tay trống – ca sĩ Khắc Triệu và trở thành đôi nghệ sĩ được nhiều người trong và ngoài giới ngưỡng mộ.
- 1995 và 1998 là khoảng thời gian chị phải ngưng biểu diễn sân khấu lâu nhất trong 4 – 5 tháng vì phải thực hiện thiên chức làm mẹ, nhưng trong thời gian này chị vẫn tiếp tục công việc của mình trong phòng thu.
- 2000 chị trở thành ca sĩ đầu tiên của Việt Nam biểu diễn tại Hoa Kỳ.
- 2006 – 2007 – 2008 ca sĩ Cẩm Vân được mời đích danh sang biểu diễn tại Hoa Kỳ trong những đêm nhạc kỉ niệm ngày mất của nhạc sĩ tài hoa Trịnh Công Sơn. Trong những đêm diễn này, chị đều biểu diễn với sự hỗ trợ của ban nhạc The Friends.

## Giải thưởng[1]
Một điểm đặc biệt trong sự nghiệp của nữ ca sĩ Cẩm Vân là chị tham dự rất nhiều những liên hoan, những cuộc thi âm nhạc từ nghiệp dư đến chuyên nghiệp và đoạt được rất nhiều huy chương vàng mà không có huy chương nào là bạc hay đồng cả.
- 1983 Huy chương vàng đơn ca Liên hoan ca nhạc chuyên nghiệp thành phố với ca khúc Bài ca không quên của Phạm Minh Tuấn
- 1985 Huy chương vàng đơn ca Liên hoan ca nhạc chuyên nghiệp thành phố với ca khúc Huyền thoại mẹ của Trịnh Công Sơn
- 1986 Tham dự cuộc thi đơn ca quốc tế tại Dresden, Đức và Đoạt giải đặc biệt với ca khúc Vi sao em chết? của nhạc sĩ Thanh Trúc
- 1987 Đồng Giải Nhất Cuộc thi đơn ca chuyên nghiệp Toàn quốc- khu vực 2- Dòng nhạc nhẹ cùng với cố ca sĩ Ngọc Anh (TP HCM)
- 1988 Huy chương vàng Cuộc thi đơn ca chuyên nghiệp toàn quốc Chung kết tại Hà Nội- Dòng Nhạc Nhẹ với ba ca khúc: Ngôi sao cô đơn của Thanh Tùng; Khi yêu ai nỡ hững hờ (ca khúc nhạc Nga), Người sống mãi trong lòng Miền Nam của Nguyễn Đồng Nai. Cuộc thi diễn ra vào ngày 19/5 sinh nhật Bác nên mỗi ca sĩ ngoài 2 ca khúc tự chọn phải hát một ca khúc về Bác Hồ. Trong cuộc thi này chi còn đoạt giải: Người hát hay nhất ca khúc về Bác Hồ. Sau Cẩm Vân các ca sĩ: Quang Lý -Đoàn Ca nhạc nhẹ Tháng 8; Ngọc Thúy- Đoàn ca nhạc Hải Đăng Khánh Hòa; Mạnh Hưng- Đoàn ca múa Quân đội; Hoàng Huệ Quân- Công ty biểu diễn TPHCM- đoạt giải giải Nhì, Các ca sĩ: Thế Hiển- công ty biểu diễn TPHCM; Doãn Tần- Đoàn Ca múa Quân đội- Thanh Xuân- Đoàn Ca múa Bộ đội Biên phòng- Đoạt giải 3. Đây là cuộc thi ca nhạc được đánh giá có chất lượng cao nhất, sau đó mới đến cuộc thi đơn ca Nhạc nhẹ 1991 mà Thanh Lam đoạt ngôi Nữ hoàng. Nhiều ca khúc từ cuộc thi được thính giả yêu thích như: Ngôi sao cô đơn, Chuyện tình của biển- Thanh Tùng, Đợi chờ trong cơn mưa- Thế Hiển, Thuyền và Biến- Phan Huỳnh Điểu, Đất nước- Phạm Minh Tuấn, Ngẫu hứng ngựa ô- Trần Tiến,...
- 1989 Huy chương vàng Liên hoan nhạc nhẹ tại Bình Nhưỡng- CHDCND Triều Tiên với ca khúc Ngôi sao cô đơn của nhạc sĩ Thanh Tùng
- 1995 Gương mặt trẻ thành phố 20 năm
- 1994, 1996 và 1997 Đoạt giải Mai Vàng do báo Người Lao động tổ chức
- 1997-2007 Một loạt ca khúc: Hà Nội mùa vắng những cơn mưa, Cơn mưa lao xao, Thiên đường mong manh, Biển cạn, Còn đó chút hồng phai do chị thể hiện đã lọt vào topten Làn Sóng Xanh – một bảng xếp hạng các ca khúc được yêu thích có uy tín trên cả nước. Chị cũng nhận được giải thưởng Làn Sóng Xanh vào các năm 1998 và 2000.
- 2002 chị được bình chọn là ca sĩ hát nhạc truyền thống hay nhất trong cuộc bình chọn do Đài tiếng nói nhân dân Tp HCM tổ chức.
- 2004 Cẩm Vân là ca sĩ duy nhất được giới trẻ bầu chọn vào danh sách 30 gương mặt trẻ tiêu biểu của Thành phố Hồ Chí Minh trong cuộc bình chọn do Thành đoàn Thành phố tổ chức.

## Nhận xét của những người trong ngành
| “               | Cẩm Vân là một viên ngọc, viên kim cương chưa được mài dũa, đánh bóng. Tôi tin rằng cháu sẽ nổi tiếng. | ” |
| — Nguyễn Văn Tý | |   |

| “               | Cẩm Vân là mẫu ca sĩ không chỉ một bài và giọng ca ấy thách thức cái đáng sợ nhất: thời gian. Tiếng hát khàn khàn ấy vẫn nguyên vẹn vị trí của mình. Một giọng hát "Trời cho ai nấy hưởng"... Tôi nghĩ Cẩm Vân là một người có của trời cho. | ” |
| — Đỗ Trung Quân | |   |

## Album
| - Lạc mất em (1991) - Xa em kỷ niệm (1995) - Thiên đường mong manh (1998) - Cơn mưa lao xao (1999) - That’s why (1999) - Huế - Sài Gòn – Hà Nội (2000) | - Cõi tình (2000) - Xin cho tôi (2004) - Hát mãi cho nhau (2004) - Cẩm Vân (2007) - Bài ca không quên (2007) - Xin mặt trời ngủ yên (2008) |

## Viết lời
1. Con yêu (Child, nhạc Philippines, viết lời)
2. Khi cô đơn anh gọi tên em (còn gọi là: Khi cô đơn em gọi tên anh, Kokoro no Tomo; Nhạc Nhật, viết lời)
3. Khi yêu xin chớ biệt ly (nhạc Nga, viết lời)
4. Nuối tiếc (viết lời)